# Pas du Portel
Ne doit pas être confondu avec Col de Portel ou Col du Portel.
Le pas du Portel, s'élevant à 486 m, est un col routier des Pyrénées dans le département de l'Ariège, sur la commune de Loubens, au nord-ouest de Foix. Il se trouve dans le massif du Plantaurel.

## Accès
Au centre du département de l'Ariège près du ruisseau du Carol, ce col de piémont dans un environnement forestier et rocheux permet d'éviter Foix pour des parcours entre l'ouest du département et le sud de Pamiers.

## Géologie
Le col est une cluse fossile creusée dans l'étroite chaîne de la Quière orientée sud-est/nord-ouest par le ruisseau de Carol qui coule de nos jours 60 m plus bas.

## Activités

### Randonnée
Le col est apprécié par les habitants des zones urbaines proches de Foix, de Varilhes et Pamiers.